# Linda Braidwood
Linda Schreiber Braidwood (Grand Rapids, Michigan, 9 de octubre de 1909 - Chicago, Illinois15 de enero de 2003) fue una arqueóloga y prehistórica estadounidense. 
Formó equipo con su marido, el arqueólogo Robert Braidwood, fueron investigadores pioneros en la arqueología prehistórica y realizaron importantes descubrimientos en la zona del Oriente Próximo.

## Biografía
Linda Schreiber se licenció en la Universidad de Míchigan en 1932 y posteriormente realizó un Máster en Arqueología en la Universidad de Chicago en 1946.
En 1937 se casó con el arqueólogo Robert Braidwood con quien realizó la mayoría de sus investigaciones.

## Trayectoria
El matrimonio Braidwood se fue a trabajar al Valle de Amuq en el norte de Siria en 1937. Ampliaron el uso de las prospecciones arqueológicas de los yacimientos antiguos y sentaron las bases de un enfoque que se siguió utilizando pasado el tiempo. Recogían con cuidado el material de los yacimientos circundantes y gracias a eso pudieron datar con mayor precisión los artefactos hallados comparándolos con el material recuperado de una zanja previamente construida de forma escalonada, en un montículo que había excavado.
Después prepararon para su publicación las grandes cantidades de cerámica, piedra y otros artefactos que llevaron a Chicago procedentes de las excavaciones en Kurdu, Dhahab, Tayinat y Catal Huyuk.
Se interesaron por el período que comenzó hace unos 12.000 años en el antiguo Cercano Oriente. Estudiando este periodo, las investigaciones les llevaron a interesarse por la arqueología del Próximo Oriente, entre el periodo cazador, recolector y nómada (hace unos 10.000 años) cuando surgió la agricultura y surgió la civilización.
«Nos preguntamos qué aprenderíamos si nos concentráramos en ese umbral de cambio cultural que debió de acompañar a la primera domesticación de plantas y animales», escribió el matrimonio en un informe de 1987.
Por todo ello, en 1947, los Braidwood establecieron el Proyecto Prehistórico para estudiar la transición de la caza y la recolección a la agricultura y fueron los primeros en encontrar evidencias de esta importante transición. Fue un proyecto pionero en una nueva forma de arqueología que requería que los especialistas examinaran basura, como fragmentos de huesos, restos de plantas y grano carbonizado. También fueron los primeros en utilizar la técnica de radiocarbono de Willard Libby para datar materiales orgánicos en función del contenido de carbono radiactivo que se convirtió en un elemento esencial de datación en los yacimientos prehistóricos.
En 1954, el trabajo de los Braidwood con sus colegas de ciencias naturales les valió una beca de la National Science Foundation, una de las primeras que la NSF concedió al campo de la antropología.
En Irak, reunieron un equipo multidisciplinar, novedoso para la época, con especialistas en botánica, zoología y geología con la idea de aportar conocimientos adicionales sobre las comunidades estudiadas. Descubrieron lo que describieron como la aldea más antigua conocida en ese momento, un asentamiento en Jarmo, en la frontera de Irak e Irán, que data del 6800 A.C. También descubrieron evidencias de la domesticación animal y el cultivo de cosechas. Estuvieron hasta 1955, pero tras la revolución de 1958 no pudieron regresar.
Después de la revolución de Irak, Linda Braidwood se trasladó a Turquía, con una beca de investigación Fulbright de 1963 a 1964. Creó con la arqueóloga turca Halet Çambel y Robert Braidwood un Proyecto Prehistórico Conjunto Chicago-Estambul que duró hasta 1972. Junto con un equipo de investigación de la Universidad de Estambul, en 1964 descubrieron en Çayönü una comunidad agrícola, que databa del 7250 al 6750 A.C., que contenía lo que describieron como el edificio más antiguo conocido: una estructura de piedra con un piso de losa pulida que aparentemente cumplía una función comunitaria.
En 1970, el equipo descubrió un segundo edificio, que contenía un piso de terrazo hecho con una técnica que se cree que fue inventada por los romanos 7.000 años después. En 1984, encontraron una tercera estructura llena de fragmentos quemados de cráneos humanos que pudieron ser producto de un rito misterioso. En sus investigaciones también se descubrieron herramientas de cobre martilladas en frío, incluidos pequeños alfileres y ganchos.
En 1993, en Çayönü, el equipo descubrió un fragmento semifosilizado de tela que se tejió alrededor del 7000 a. C. El hallazgo no solo retrasó la fecha conocida de la introducción de los textiles, sino que también proporcionó pruebas de que el lino había sido domesticado en ese momento. Las semillas de lino encontradas en el sitio eran mucho más grandes que las de la planta silvestre, lo que agrega más apoyo a la teoría.
Fue Investigadora Asociada del Instituto Oriental desde 1947 hasta 1976 y miembro del Consejo Asesor Editorial de la revista Archaeology desde 1952-1967.
Publicó extensamente tanto sola y como en colaboración con colegas. 
Fue autora de Digging Beyond the Tigris y escribió varias reseñas y otros artículos.

## Legado
Su trabajo aportó importantes conocimientos sobre el desarrollo de las culturas asentadas que precedieron a la antigua civilización urbana, como la de la civilización sumeria que floreció en Mesopotamia a partir del 3100 a. C. aproximadamente.
Los Braidwood descubrieron varias primicias importantes, como la muestra de sangre humana más antigua que se conoce, el ejemplo más antiguo de cobre natural trabajado a mano y el trozo de tela más antiguo que se conoce. Realizaron las primeras investigaciones sobre la recuperación del ADN de la sangre en artefactos antiguos.
Los Braidwood introdujeron la idea de la hipótesis comprobable en la arqueología e iniciaron el uso de la prospección arqueológica para investigar toda una región.
Tal como dijo Gil Stein, Director del Instituto Oriental «A lo largo de los años, es imposible separar las contribuciones de Bob Braidwood de las de su esposa, Linda.», dijo . «Los dos fueron verdaderos compañeros intelectuales, además de su profundo compromiso personal mutuo».